# Court Tomb von Parknabinnia
Das Court Tomb von Parknabinnia (irisch Páirc na Binne, Gipfelfeld) ist ein modern ausgegrabenes frühneolithisches megalithisches Kammergrab im Westen Irlands mit guter Knochenerhaltung. Seine offizielle Kennung ist Cl 153. Court Tombs gehören zu den megalithischen Kammergräbern (englisch chambered tombs) der Inseln Irland und Großbritannien. Sie werden mit etwa 400 Exemplaren überwiegend in Ulster im Norden der Republik Irland beziehungsweise in Nordirland gefunden. 

## Lage
Das Grab liegt bei Corofin im Burren im County Clare in Irland, in einer kleinen Senke am Roughan Hill oder Reabacain.
Etwa 400 m westlich davon liegt eines der sechs Wedge Tombs von Parknabinnia.

## Ausgrabungen
Das Grab wurde zwischen 1998 und 2001 von Carleton Jones von der National University of Ireland, Galway ausgegraben. Alle Knochen wurden dreidimensional eingemessen, was hilft, den Bestattungsvorgang und anschließende Taphonomische Prozesse zu verstehen.

## Datierung
Zwölf Radiokarbondaten datieren die Skelette zwischen 3600 und 2800 v. Chr. (cal). Schulting et al. schlagen folgende Datierung vor: Erste Nutzungsphase zwischen 3700 und 3570 v. Chr., Weiternutzung, vermutlich mit Unterbrechungen, bis 2905/2620 v. Chr.
Cooney et al. kommen mit Hilfe Bayesscher Statistik zu folgendem Datierungsmodell:
- Bau 3885–3440 v. Chr. cal. (95 % Wahrscheinlichkeit) oder 3715–3530 v. Chr. cal. (68 % Wahrscheinlichkeit)
- Nutzung zur Bestattung bis 2900–2640 v. Chr. cal (95 %) oder 2880–2760  v. Chr. cal. (68 %)[10].

Unter den verbrannten Knochen befinden sich auch becher- und frühbronzezeitliche Überreste, die mit den anderen Knochen vermischt waren.

## Bestattungen
Die Ablagerungen in den beiden Grabkammern waren über einen Meter dick und bestanden aus Erde, Steinen, losen Knochen, Tierknochen, Scherben und Artefakten aus Stein und Knochen. Die Bestattungen wurden offensichtlich in mehreren Phasen vorgenommen, die Skelette sind durch Steinlagen getrennt. Eine Analyse der Knochenverteilung ergab, dass die Bestattungen mit einer einheitlichen Orientierung stattfanden.
Gegen den Stein, der den Zugang zur hinteren Kammer blockiert, sind in der vorderen Kammer Knochen angehäuft, was belegt, dass die hintere Kammer zuerst aufgegeben wurde.
6084 Knochen von mindestens 20 Personen beiderlei Geschlechts und aller Altersgruppen (15 Erwachsene, fünf Kinder) wurden in den beiden Kammern gefunden. 1,6 % der Knochen waren verbrannt. Schädel, Halswirbel (Axis), Schlüsselbeine und Oberarme sind überrepräsentiert.

## Funde
Es wurde Keramik, zwei flache Steinperlen, ein Knochenknebel und eine Knochenperle gefunden. Das lithische Inventar bestand aus Kratzern, blattförmigen Pfeilspitzen und retuschierten Klingen (plan-konvexe und flache Messer). Die Keramik besteht aus zwei Knickwandschüsseln, einer verzierten und mehreren unverzierten Schüsseln. Sie datieren in das frühe 4. Jahrtausend.
Die Tierknochen stammen von Rindern, Oviparien, Schweinen und Hunden, ferner von später eingewanderten Tieren.

## Vergleichbare Anlagen
Die Anlage gehört mit Ballyganner North, Teergonean im County Clare und Shanballyedmond im County Tipperary zu den bisher vier atypischen Court Tombs, deren Nutzung gleichzeitig mit den anderen Court Tombs in Irland zwischen 3700 und 3570 v. Chr. begonnen zu haben scheint. Die atypischen Anlagen sind sehr schmal, mit geraden statt mit runden oder ovalen Hofseiten („Courts“) und kurzen absatzförmigen Hügel statt dem üblichen trapezförmigen Hügel. Jones bezeichnet sie als den North-Munster Type.